# ورد مربع
ورد مربع (الاسم العلمي:Rosa squarrosa) هو نوع من النباتات يتبع جنس الورد من الفصيلة الوردية.